# Phyllotis anitae
El pericote tucumano (Phyllotis anitae) es una especie de roedor del género Phyllotis, el que se incluye en la familia Cricetidae. Es un mamífero nocturno y de hábitos terrestres, el cual habita en el noroeste del Cono Sur de Sudamérica, en ambientes montañosos que ocupan la franja superior de la ecorregión selvática de las yungas australes, especialmente los dominados por el bosque de aliso del cerro.

## Taxonomía
Esta especie fue descrita originalmente en el año 2007 por los zoólogos Jorge Pablo Jayat, Guillermo D'Elía, Ulyses F.J. Pardiñas y Juan Gustavo Namen.
Localidad tipo
La localidad tipo referida es: “10 km al sur de Hualinchay, en el camino a Lara, departamento Trancas, Tucumán, Argentina”.
Etimología
Etimológicamente, el término específico es un epónimo, y rinde honor al nombre de la zoóloga estadounidense Anita K. Pearson (esposa del zoólogo estadounidense Oliver Paynie Pearson).
Caracterización y relaciones filogenéticas
Al describirse Phyllotis alisosiensis adicionalmente se utilizaron secuencias del gen mitocondrial citocromo-b para evaluar sus relaciones filogenéticas, descubriéndose que está estrechamente relacionada con P. anitae, y, a su vez, el clado formado por estas dos especies es hermano de P. osilae.

## Distribución geográfica y hábitat
Esta especie se distribuye de manera endémica en el   noroeste de la Argentina, específicamente en la provincia de Tucumán, en las selvas de yungas que se extienden sobre la vertiente oriental de las cumbres Calchaquíes, en el bosque montano superior, en un paisaje dominado por matorrales dispersos, pastizales nativos de cortadera y especialmente bosques caducifolios de aliso del cerro y queñoa.

## Conservación
Según la organización internacional dedicada a la conservación de los recursos naturales Unión Internacional para la Conservación de la Naturaleza (IUCN), al haber muy poca información sobre su distribución, población total y sus requisitos ecológicos, la clasificó como una especie con: “Datos insuficientes” en su obra: Lista Roja de Especies Amenazadas.